# Dosilia palmeri
Dosilia palmeri är en svampdjursart som först beskrevs av Thomas Henry Potts 1885.  Dosilia palmeri ingår i släktet Dosilia och familjen Spongillidae. Inga underarter finns listade i Catalogue of Life.